# Quirla
Quirla település Németországban, azon belül Türingiában. Lakosainak száma 504 fő (2017. december 31.). Quirla Bollberg és Ruttersdorf-Lotschen községekkel határos.

## Népesség
A település népességének változása:

| 2017 | 504 |